# Fusiforme

Dibujo de un huso.

Se llaman fusiformes los objetos u organismos en forma de huso (antiguo instrumento utilizado para hilar), es decir, con forma alargada, elipsoide, y con las extremidades más estrechas que el centro.
Los peces y muchos otros animales acuáticos, como los delfines, tienen el cuerpo fusiforme, que es la forma que mejor reduce la resistencia del agua a los movimientos.
Las aves y otros animales que vuelan también se colocan de esa forma por el mismo motivo. Los aviones, submarinos y objetos que deben desplazarse dentro de un fluido (agua o aire) también se construyen con esta forma. Otro ejemplo de algo fusiforme es la forma de los músculos de las extremidades (brazos y piernas).